# Albert Poldesz
Albert Poldesz (11 octobre 1925 à Ráksi en Hongrie - 23 avril 1997 à Bâle en Suisse) est un écrivain et scénariste hongrois. 

## Biographie
Son premier roman Hallgatni, szólni szabad, publié en 1990 en Hongrie, devint un best-seller mondial de la littérature. Henriett Seth F. est sa cousine.